# معركة الليث (1803)
معركة الليث هي معركة تمت سنة عام 1803 حين هاجم عبدالوهاب ابو نقطة و أهالي الليث ، القبائل المواليه لغالب بن مسعود و العثمانيين بمنطقة الليث، وألحق الهزيمة على العثمانيين و القبائل المواليه للشريف غالب.

## الأحداث
توجه أبو نقطة إلى الليث لمحاربة القبائل المواليه للشريف غالب، فحصلت المعركه الكبرى و انهزم جند الشريف هزيمة شنيعه و تم ضم أرضهم بشكل كامل إلى طاعة آل المتحمي، مما أدى إلى إضعاف ولاية الحجاز بشكل كبير 